# Доње Јаболчиште
Доње Јаболчиште (мкд. Долно Јаболчиште) је насеље у Северној Македонији, у средишњем државе. Доње Јаболчиште припада општини Чашка.

## Географија
Доње Јаболчиште је смештено у средишњем делу Северне Македоније. Од најближег већег града, Велеса, насеље је удаљено 35 km западно.
Насеље Доње Јаболчиште се налази у историјској области Грохот. Насеље је смештени су на високо, на висовима планине Јакупице, у горњем току реке Тополке. Надморска висина насеља је приближно 890 метара.
Месна клима је планинска због знатне надморске висине.

## Становништво
Доње Јаболчиште је према последњем попису из 2002. године имало 718 становника.
Према истом попису претежно становништво у насељу су Албанци (99%).
Већинска вероисповест је ислам.